# 楊倩
楊 倩（よう せん、Yáng Qiàn、2000年7月10日 - ）は、中華人民共和国の射撃選手。2020年東京オリンピックの金メダリストである。浙江省寧波市出身。
10歳のときスポーツ学校に入り射撃を始める。2018年、清華大学附属中学を経て清華大学に入学。
2021年7月24日、東京オリンピック射撃女子10メートルエアライフル個人で金メダルを獲得し、同大会最初の金メダリストとなった。